# Contarinia cucumata
Contarinia cucumata är en tvåvingeart som beskrevs av Gagne 2008. Contarinia cucumata ingår i släktet Contarinia och familjen gallmyggor. Inga underarter finns listade i Catalogue of Life.